# Bytkowice
Bytkowice – (niem. Böthkenwalde) wieś w Polsce, położona w województwie kujawsko-pomorskim, w powiecie bydgoskim, w gminie Koronowo.
W latach 1975–1998 miejscowość administracyjnie należała do województwa bydgoskiego.

## Demografia
| Rok  | Liczba mieszkańców | Mężczyźni | Kobiety | Polacy | Niemcy | Katolicy | Protestanci | Liczba domów | Źródło |
| ---- | ------------------ | --------- | ------- | ------ | ------ | -------- | ----------- | ------------ | ------ |
| 1839 | 38                 |           |         |        |        |          |             | 10           | [ 5 ]  |
| 1846 | 190                |           |         |        |        |          |             | 24           | [ 6 ]  |
| 1860 | 198                |           |         |        |        | 38       | 160         | 30           | [ 7 ]  |
| 1867 | 178                |           |         |        |        |          |             |              | [ 8 ]  |
| 1871 | 185                | 92        | 93      |        |        | 17       | 168         | 26           | [ 8 ]  |
| 1874 | 182                |           |         |        |        |          |             |              | [ 9 ]  |
| 1880 | 185                |           |         |        |        |          |             | 26           | [ 10 ] |
| 1885 | 198                | 97        | 101     |        |        | 27       | 171         | 26           | [ 11 ] |
| 1905 | 178                |           |         | 30     | 148    | 30       | 148         | 27           | [ 12 ] |
| 1910 | 186                |           |         |        |        |          |             |              | [ 13 ] |
| 1921 | 137                | 69        | 68      | 35     | 102    | 26       | 111         | 26           | [ 14 ] |
| 1998 | 141                | 82        | 59      |        |        |          |             |              | [ 15 ] |
| 2002 | 112                | 65        | 47      |        |        |          |             |              | [ 15 ] |
| 2009 | 109                | 58        | 51      |        |        |          |             |              | [ 15 ] |
| 2011 | 122                | 66        | 56      |        |        |          |             |              | [ 15 ] |
| 2018 | 116                |           |         |        |        |          |             |              | [ 16 ] |

## Historia wsi
W miejscu, gdzie obecnie leży wieś Bytkowice, na początku XIX wieku znajdował się las będący częścią dóbr leśnych koronowskich (niem. Königliche Coronowoschen Forst), należących do rewiru Salno. Las ten był przecięty drogami łączącymi sąsiadujące miejscowości, znajdowało się tam również około 50 pastwisk leśnych. Pomiar i rozgraniczenie las rewiru Salno zostało wykonane w latach 1796–1798 przez mierniczego Rejencji Bydgoskiej Trippa. 25 czerwca 1834 roku król pruski Fryderyk Wilhelm II na mocy najwyższego rozkazu gabinetowego nadał miastu Bydgoszczy prawa własności do lasu rewiru Salno, co było początkiem akcji kolonizacyjnej. Obszar o powierzchni 1421 mórg został przeznaczony pod utworzenie nowej miejscowości, natomiast pozostały obszar został podzielony pomiędzy sąsiadujące Salno, Więzowno, Stary Dwór, Gościeradz, Wtelno oraz Gogolinek jako rekompensata za pastwiska znajdujące się pierwotnie w lesie. Z obszaru, który wszedł w skład nowej miejscowości, Rada Miejska w Bydgoszczy 15 marca 1837 roku zleciał wydzielenie 29 działek. Plan pomiarowy nowej miejscowości został stworzony przez pracującego w magistracie bydgoskim Carla Friderika Wilhelma Grapowa w maju 1837 roku. W momencie sporządzania planu teren pod założenie nowej kolonii był już częściowo oczyszczony z drzew. Odpowiedzialnym za wycinkę i zgłaszanie postępów do magistratury był leśniczy Kersten z Wtelna. Z pierwotnego obszaru 1372 morgi zostały przeznaczone na działki do sprzedaży, pozostałe 49 mórg zostało przeznaczone na teren cmentarza, szkołę oraz nowo wytyczone drogi. 2 grudnia 1837 roku Rada zatwierdziła warunki sprzedaży wydzielonych działek na zasadzie otwartej publicznej licytacji, która odbyła się w dniach 19–21 grudnia tego samego roku. Po licytacji nabywcy byli zobowiązani wpłacić do kasy miasta połowę wartości zakupionej działki.
| Nr działki | Właściciel                        | Miejsce zamieszkania | Obszar (morgi) | Wartość zakupu (talary) |
| ---------- | --------------------------------- | -------------------- | -------------- | ----------------------- |
| 1          | Daniel Hinz                       | Wilcze               | 87             | 145                     |
| 2          | David Hinz                        | Trzemiętowo          | 87             | 145                     |
| 3          | Michael Hinz                      | Marcelewo            | 60             | 100                     |
| 4          | Adam Hinz                         | Wierzchucin          | 87             | 145                     |
| 5          | Adam Hinz                         | Wierzchucin          | 10             | 17                      |
| 6          | Johan Georg Maag                  | Stary Dwór           | 10             | 50                      |
| 7          | Baron Mortiz Heinrich von Wittken | Słupowo              | 87             | 145                     |
| 8          | Baron Mortiz Heinrich von Wittken | Słupowo              | 60             | 100                     |
| 9          | Christoph Wiedermann              | Stary Dwór           | 60             | 181                     |
| 10         | Jacob Kuhlmeyer                   | Trzeciewiec          | 10             | 19                      |
| 11         | Michael Hinz                      | Marcelewo            | 60             | 100                     |
| 12         | Adam Hinz                         | Wierzchucin          | 60             | 100                     |
| 13         | Michael Hinz                      | Marcelewo            | 60             | 100                     |
| 14         | Johan Frank                       | Drzewianowo          | 60             | 112                     |
| 15         | Johan Bromund                     | Więzowno             | 10             | 23                      |
| 16         | Andreas Schulz                    | Stary Dwór           | 60             | 121                     |
| 17         | Andreas Schulz                    | Stary Dwór           | 10             | 30                      |
| 18         | Baron Moritz Heinrich von Wittken | Słupowo              | 14             | 145                     |
| 19         | Baron Moritz Heinrich von Wittken | Słupowo              | 57             | 100                     |
| 20         | David Ferch                       | Gogolin              | 60             | 100                     |
| 21         | Wojciech Gołębiewski              | Okole                | 10             | 22                      |
| 22         | Franz Klettke                     | Wątrobowo            | 60             | 100                     |
| 23         | Paul Kolander                     | Wątrobowo            | 60             | 102                     |
| 24         | David Hammler                     | Przepałkowo          | 10             | 26                      |
| 25         | Daniel Stöckmann                  | Gogolin              | 60             | 124                     |
| 26         | Johan Schumann                    | Trzeciewiec          | 10             | 22                      |
| 27         | Christian Maag                    | Stary Dwór           | 60             | 100                     |
| 28         | Franz Radtke                      | Stary Dwór           | 10             | 36                      |
| 29         | Johan Buchholtz                   | Koronowo             | 10             | 17                      |

Do momentu całkowitej spłaty należności za działkę, jej nabywca nie mógł jej sprzedawać ani dzielić. Nowi osadnicy byli zobowiązani do powiadomienia magistratury o planowanym rozpoczęciu budowy domu mieszkalnego. Miasto Bydgoszcz nie brało odpowiedzialności ani nie gwarantowało żadnej pomocy osadnikom w przypadku wystąpienia jakichkolwiek wypadków losowych na terenie nowo nabytej działki. Jednocześnie zalecało nabywcom budowę w taki sposób, żeby zminimalizować zagrożenie pożarowe oraz wymagało, żeby udowodnić przed Magistraturą, że budowa postępowała zgodnie z tymi zaleceniami. Obowiązkowe było również wytyczenie i utrzymywanie dróg dojazdowych na place budowy w sposób umożliwiający urzędnikom dotarcie do nich oraz sukcesywne sadzenie drzew na nabytych działkach. Osoby, które nabyły działki na rynku wtórnym od pierwszych właścicieli w 1844 roku, zawarły w miastem Bydgoszcz odpowiednie kontrakty na kupioną ziemię.
8 listopada 1838 roku Wydział Spraw Wewnętrznych Rejencji Bydgoskiej wydał dokument utworzenia kolonii Böthkenwalde, powstałej z pertynencji leśnej dawniej do rewiru Salnowskiego należącej, teraz kamlaryi Miasta Bydgoszczy przekazanej. Nowo powstała kolonia dołączona została do królewskiego urzędu ekonomiczno-poborowego koronowskiego. Założenie Boethkenwalde wiązało się z nową falą osadnictwa pruskiego w regionie, trwającą od 1815 roku. Wiele innych miejscowości zostało założone wg podobnego schematu – wzdłuż istniejących dróg, łączących sąsiednie miejscowości, m.in. Cierplewo (1829), Olszewka (1830) czy Jagodowo. Źródłem nazwy Böthkenwalde jest złożenie nazwiska Böthke z członem –walde oznaczającym las. Nazwa miejscowości pochodzi od nadburmistrza Bydgoszczy Carla Augusta Boethke, który brał aktywny udział w pracach nad tworzeniem nowej kolonii. W sąsiadującym Wtelnie, w nadleśnictwie, zorganizowana została w 1841 roku licytacja 800 klastrów (sążni wiedeńskich, ok. 1500 m łącznie) kłód sosnowych na budowę domów dla nowych osadników. Drewno z lasu wykarczowanego podczas zakładania nowej kolonii zostało przerobione na węgiel drzewny i sprzedane w łącznej ilości ok. 30 tys. korców sprzedane przez miejscowego leśnika w dwóch partiach na zasadzie licytacji po najwyższej zaoferowanej cenie w partiach po 300–600 korców.
W styczniu 1842 roku Böthkenwalde zostało przypisane decyzją Królewskiego Sądu Ziemsko-Miejskiego do okręgu Komisji Sądowej w Koronowie. Od roku 1843 w wykazie przychodów kasy miejskiej w Bydgoszczy pojawił się wpływ renty osadniczej z kolonii Böthkenwalde, która w tym roku wynosiła 313 talarów, 1 srebrny grosz i 6 fenigów. W roku 1844 nauczycielem tymczasowym przy wiejskiej ewangelickiej szkole został David Stöckmann, nauczyciel prywatny i uczeń seminarium pomocniczego w Fordonie. W lutym 1847 roku został on zatwierdzony na stanowisko nauczyciela stałego. Rozwój kolonii Böthkenwalde w przeciągu pierwszych kilku lat następował na tyle szybko, że zostało to odnotowane w Rocznikach rolnictwa Prus Królewskich z 1846 roku, gdzie jest ona wspomniana jako osada licząca już około 20 zabudowań. Zauważono, że „teraz te wielkie równiny, które jeszcze 10 lat temu porastał gęsty las będący schronieniem dla wilków pokryte zostały farmami hodowlanymi, polami uprawnymi i ogrodami”.
Cmentarz w Böthkenwalde służył do pochówku mieszkańców wyznania ewangelickiego. Najbardziej okazałe groby były dziełem bydgoskich kamieniarzy: Gustava Wodsacka oraz Carla Bradtke.
W grudniu 1850 roku królewski geodeta Zimmerman sporządził mapę niwelacyjną i sytuacyjną Böthkenwalde, które przygotowane zostały na potrzebę wykonania sieci rowów melioracyjnych, które poprowadzone zostały przez istniejące zbiorniki wodne i rozlewiska, znajdujące się w zagłębieniach terenu.
W listopadzie 1850 roku Böthkenwalde wraz z wieloma okolicznymi wsiami zostały przekazane z obwodu Komisji Sądowej w Koronowie do Sądu Powiatowego, znajdującego się również w Koronowie. Nakazem Najwyższego Sekretarza Rejencji Bydgoskiej z dnia 14 lipca 1859 roku kolonia Böthkenwalde została zamieniona w gminę o tej samej nazwie. W roku 1885 we wsi było łącznie 351 ha pól oraz 3 ha łąk, a średni zysk z podatku gruntowego z jednego hektara wynosił 18,41 marek z pola uprawnego oraz 5,87 marek z łąki.
W drugiej połowie XIX wieku w Böthkenwalde zbudowany został przez zamożną rodzinę Hinz niewielki dworek. W skład majątku wchodziły również park ze stawem położony po przeciwnej stronie drogi oraz budynki dla służby. Pierwszym właścicielem dworu był Daniel Hinz, w latach 80. XIX wieku przeszedł on na własność jego syna Carla Wilhelma, w 1895 roku właścicielem został syn Carla, Emil a ostatnim właścicielem był syn Emila, Wilhelm. Znaczna część dworu spłonęła w kwietniu 1945 roku i nigdy nie została odbudowana.
Po I wojnie światowej dekretem z dnia 20 marca 1920 roku Ministerstwo Byłej Dzielnicy Pruskiej nadało miejscowości Böthkenwalde polską nazwę Bytkowice, która powstała w wyniku substytucji fonetyczno-słowotwórczej nazwy niemieckiej. W okresie międzywojennym wieś należała do województwa poznańskiego i była do roku 1934 siedzibą gminy o tej samej nazwie. Właściwy sąd powiatowy znajdował się w Koronowie. Właścicielem majątku w tym okresie był Emil Hinz. W tym czasie prawie 75% ludności stanowili Niemcy. Z tego czasu zachowały się pozostałości niemieckiego cmentarza wraz z niektórymi grobami. Szkoła w Bytkowicach w okresie międzywojennym należała do obwodu szkolnego w Gościeradzu. Zgodnie z rozporządzeniem Wojewody Poznańskiego z 22 września 1934 roku dotychczasowa gmina wiejska Bytkowice została przekształcona w gromadę Bytkowice należącą do gminy Koronowo.
W połowie lipca 1933 roku w Bytkowicach miało miejsce morderstwo – Alojzy Hamerling, pastuch zamordował Juliana Sajdaka, włóczęgę z Małopolski, co zostało szeroko odnotowane przez lokalną prasę. Przesłuchania podejrzanego, które doprowadziły do przyznania się przez niego do winy, były prowadzone przez komendanta posterunku policji w Koronowie, Stanisława Chudziaka.
Po II wojnie światowej, po opuszczeniu gospodarstw przez rodziny niemieckie, w Bytkowicach zostali osiedleni repatrianci z obszaru II Rzeczypospolitej. Pierwsze rodziny zostały osiedlone na przełomie marca i kwietnia 1945 roku. Ponad 60% rodzin, które zostały skierowane przez Urząd Repatriacyjny, pochodziło z powiatu Kamionka Strumiłowa. Ogólny plan wsi, jak i rozmieszczenie poszczególnych gospodarstw, pozostają praktycznie niezmienne od przełomu XIX i XX wieku.
Szkoła, nieczynna po II wojnie światowej, wznowiła swoją pracę w latach 1956–1968. Nauczycielem został Maksymilian Bobrowski. Po roku 1968 szkoła została zamknięta, a uczniowie podzieleni między szkoły w Gościeradzu i Wtelnie.

## Nazwa
Obecnie jedyną używaną formą przymiotnika odrzeczownikowego w przypadku wsi Bytkowice jest bytkowicki, jednak zalecenie Komisji Nazw Miejscowości i Obiektów Fizjograficznych wymienia jako prawidłową formę bytkowski.